# 3/24
3/24 es un canal de televisión en abierto español, el cuarto canal operado por Televisión de Cataluña, perteneciente a la Corporación Catalana de Medios Audiovisuales. Su programación está basada en la emisión de noticias y programas informativos en catalán.

## Historia
Fue lanzado al aire el 11 de septiembre de 2003 con programación importada de TV3. Más adelante, desde octubre del mismo año, el canal comenzó a producir programación original. La inauguración del canal, llevada al cabo en Cataluña, fue protagonizada por Nuria Solé, actual presentadora de Els Matins (TV3) y expresentadora del «Info K» (Super 3); dejó este último programa para convertirse en la primera presentadora de 3/24. 
El 16 de enero de 2024, en conmemoración de los cuarenta años de emisiones regulares de TV3, el canal, de acuerdo con el Plan Técnico Nacional de la Televisión Digital Terrestre, realizó la transición completa de la emisión en definición estándar (SD) a alta definición (HD), comenzando a transmitir exclusivamente en HD y cumpliendo anticipadamente con la fecha límite del 14 de febrero de 2024.

## Programación
La programación del canal está basada en noticiarios de una duración de 30 minutos cada una aproximadamente. Estos bloques se intercalan con bloques de noticias de mayor duración en los cuales se analiza a mayor profundidad la situación local, nacional e internacional. 
Los noticiarios de 30 minutos son llamados «Notícies 3/24» y se dividen en los siguientes bloques:
- «Notícies»: ocupa 20 minutos del espacio del bloque. Se presentan las noticias más relevantes en el ámbito local, nacional e internacional.
- «Esports»: ocupa 8 minutos de espacio. Repaso a la actualidad deportiva de Cataluña.
- «El Temps»: ocupa los dos minutos restantes del bloque. Previsión meteorológica para Cataluña, la Comunidad Valenciana.

La siguiente lista son los programas que se emiten en el canal.
- «3/24 en aranés»: noticiario en aranés, presentado por Ares Riu.
- «3/24 Comarques»: noticiario de análisis en clave comarcal, presentado por Laura Solé.
- «3/24 Esports»: noticiario de 25 minutos en conexión simultánea con Esport3, presentado por Pere Bosch y Arcadi Alibés. Se realizan ediciones especiales durante los partidos de La Liga, la Copa del Rey, UEFA Champions League y la Euroliga.
- «l'Entrevista del Diumenge»: espacio de entrevistas de 30 minutos, conducido por Ramón Pellicer.
- «MÉS 3/24»: programa de debate de 90 minutos conducido por Xavier Graset.
- «Món 3/24»: programa de investigación de una hora de duración, presentado por Xesco Reverter.

- «Acció Política» (Redifusión del Programa de TV3)
- «Blog Europa» (Redifusión del Programa del 33)
- «Temps de Neu» (Redifusión del Programa de Esport 3)

## Presentadores
- Judith Antequera.
- Bàrbara Arqué.
- Laura Catalán.
- Laura Duran.
- Paula Florit.
- Anna Garnatxe.
- Víctor Prats.
- Esteve Soler.
- Josep Maria Soro.
- Joan Torruella.
- Arcadi Alibés.
- Jordi Fandiño.
- Rafel Bagot.
- María Fernández Vidal.
- Montserrat Lorenz.
- Jaume Pinyol.
- Pere Bosch.
- Oriol Vidal.
- Xavier Bonastre.
- Enric Agud.
- Jofre Janué.
- Dani Ramírez.
- Mònica Usart.

## Audiencias
A pesar de que este canal de televisión comenzó sus emisiones el 11 de septiembre de 2003, la medición de sus audiencias comenzó en julio de 2013:
| Año  | Enero | Febrero | Marzo | Abril | Mayo | Junio | Julio | Agosto | Septiembre | Octubre | Noviembre | Diciembre | Media anual |
| ---- | ----- | ------- | ----- | ----- | ---- | ----- | ----- | ------ | ---------- | ------- | --------- | --------- | ----------- |
| 2013 | -     | -       | -     | -     | -    | -     | 1,2%  | 1,2%   | 1,3%       | 1,1%    | 1,0%      | 1,1%      | 1,1%        |
| 2014 | 1,1%  | 0,9%    | 1,0%  | 1,2%  | 1,0% | 1,1%  | 1,3%  | 1,4%   | 1,6%       | 1,6%    | 1,9%      | 1,4%      | 1,3%        |
| 2015 | 1,4%  | 1,4%    | 1,5%  | 1,2%  | 1,3% | 1,4%  | 1,5%  | 1,4%   | 2,1%       | 1,4%    | 1,8%      | 1,4%      | 1,5%        |
| 2016 | 2,1%  | 1,4%    | 1,6%  | 1,5%  | 1,3% | 1,4%  | 1,5%  | 1,4%   | 1,6%       | 1,6%    | 1,3%      | 1,2%      | 1,5%        |
| 2017 | 1,4%  | 1,5%    | 1,7%  | 1,5%  | 1,5% | 1,5%  | 1,5%  | 2,2%   | 2,8%       | 3,3%    | 2,7%      | 2,1%      | 2,0%        |
| 2018 | 1,9%  | 1,9%    | 2,2%  | 2,0%  | 2,0% | 1,8%  | 1,5%  | 1,7%   | 1,7%       | 1,9%    | 1,7%      | 1,7%      | 1,9%        |
| 2019 | 1,5%  | 2,6%    | 3,1%  | 3,0%  | 2,4% | 2,0%  | 1,7%  | 1,6%   | 2,1%       | 2,8%    | 2,1%      | 1,5%      | 2,2%        |
| 2020 | 2,0%  | 1,6%    | 2,6%  | 2,0%  | 1,4% | 1,1%  | 1,6%  | 1,5%   | 1,4%       | 1,6%    | 1,4%      | 1,5%      | 1,6%        |
| 2021 | 1,6%  | 1,5%    | 1,3%  | 1,4%  | 1,3% | 1,2%  | 1,4%  | 1,3%   | 1,5%       | 1,3%    | 1,3%      | 1,3%      | 1,4%        |
| 2022 | 1,3%  | 1,3%    | 1,4%  | 1,3%  | 1,2% | 1,3%  | 1,7%  | 1,5%   | 3,3%       | 3,1%    | 3,3%      | 3,0%      | 1,4%        |
| 2023 | *3,6% | 1,2%    | 1,1%  | 1,1%  | 1,2% | 1,3%  | 1,5%  | 1,5%   | 1,6%       | 1,5%    | 1,7%      | 1,3%      | 1,3%        |
| 2024 | 1,4%  | 1,5%    | 1,5%  | 1,5%  | 1,4% | 1,5%  | 1,5%  | 1,5%   | 1,5%       | 1,6%    | 1,9%      | 1,5%      | 1,5%        |